# Aspilapteryx inquinata
Aspilapteryx inquinata is een vlinder uit de familie mineermotten (Gracillariidae). De wetenschappelijke naam is voor het eerst geldig gepubliceerd in 1985 door Triberti.
De soort komt voor in Europa.